# Leokadiów
Leokadiów – wieś w Polsce położona w województwie lubelskim, w powiecie puławskim, w gminie Puławy.
W latach 1975–1998 miejscowość należała administracyjnie do ówczesnego województwa lubelskiego.
W miejscowości znajduje się remiza Ochotniczej Straży Pożarnej. Od 2014 roku w miejscowości działa Gminny Strażacki Klub Sportowy Leokadiów (piłka nożna).
Wieś stanowi sołectwo gminy Puławy. Według Narodowego Spisu Powszechnego z roku 2011 wieś liczyła 439 mieszkańców.
Wierni Kościoła rzymskokatolickiego należą do parafii św. Józefa Oblubieńca w Zarzeczu.